# La noia del trampós
La noia del trampós (títol original: Jinxed !) és una pel·lícula estatunidenca dirigida per Don Siegel, estrenada l'any 1982. Es tracta d'una adaptació de la novel·la The Edge de Frank D. Gilroy. Durant el rodatge, Siegel pateix problemes cardiaques i no s'entén amb l'actriu Bette Midler. La pel·lícula és un fracàs comercial a l'estrena i no troba el seu públic. Siegel atura la seva prolifica carrera després d'aquesta pel·lícula. Ha estat doblada al català.

## Argument
Harold és un jugador professional que freqüenta els casinos de Las Vegas acompanyat de la seva dona, la cantant Bonita. Harold simpatitza amb el jove Willie, la presència de la qual li porta sort a les taules de joc. Però Willie i Bonita es troben i s'enamoren. Bonita conspira llavors per recuperar l'assegurança de vida de Harold i refer la seva vida amb Willie.

## Repartiment
- Bette Midler: Bonita Friml
- Ken Wahl: Willie Brodax
- Rip Torn: Harold Benson
- Val Avery: Milt Hawkins
- Jack Elam: Otto
- F. William Parker: Art
- Benson Fong: Mr Wing
- Ian Wolfe: Morley
- Jacqueline Scott: una apostadora
- George Dickerson
- Cletus Young
- Tom Pletts
- Archie Lang
- Kathryn Kates
- James Nolan
- Woodrow Parfrey: l'agent d'assegurances
- Sterling Swanson
- Don Siegel